# Imagination
Imagination foi um trio britânico de soul e dance que ganhou destaque no início dos anos 80. Eles tiveram hits nas paradas de 28 países, ganharam quatro discos de platina, nove discos de ouro e mais de uma dúzia de discos de prata ao redor do mundo entre 1981 e 1983.

## Membros
O vocalista Leee John estava trabalhando como backing vocal para as bandas The Delfonics, Chairmen of the Board, The Velvelettes e The Elgins, quando se encontrou com Ashley Ingram, um guitarrista e baixista (nascido em 27 de novembro de 1960, Northampton). John e Ingram  tornaram-se parceiros de composição e resolveram começar o seu próprio grupo "grudento, sexy e erótico", trabalhando em uma banda de curta duração chamada Fizzz. Em uma audição para outra banda de curta duração, a Midnight Express, eles encontraram o baterista Errol Kennedy (nascido em 9 de junho de 1953, Montego Bay), que tinha aprendido a tocar bateria no Boys' Brigade e no Air Training Corps.

## Carreira
Formada em 1981, o trio levou uma fita demo de uma faixa chamada "Body Talk" para os produtores Jolley & Swain. Foi lançada como single em Abril de 1981 sob o nome do grupo Imagination, um nome que o grupo escolheu como um tributo a John Lennon. A faixa chegou a número quatro no UK Singles Chart em Maio de 1981, vendendo 250 mil cópias no Reino Unido e os gastos de dezoito semanas no Top 50. Eles tiveram mais dois singles nesse ano, "In and Out of Love" (setembro) e "Flashback" (novembro), os quais chegaram ao número 16, todos de seu álbum de estreia, chamado Body Talk. 
Seu maior hit, "Just an Illusion" , chegou ao número dois em Março de 1982 ("Just an Ilusion", mais tarde, foi usado como o título da canção final do filme de 1986, F/X), seguido por "Music and Lights" (número cinco, em Junho), "In the Heat of the Night" (número 22 em setembro, também o nome de seu segundo álbum) e "Changes" (número 31 em Dezembro). Isso foi acompanhado por uma turnê pela Europa, com 22 datas no Reino Unido. O trio apareceu na televisão da BBC Top of the Pops e outros programas de TV de música pop, com um estilo distinto e exótico, remanescente dos senadores romanos, enfermeiros harém e escravos. John fez uma aparição em Doctor Who, em 1983. Eles também eram conhecidos por encartes esotéricos em seus álbuns. 
Após isso, o sucesso do grupo no Reino Unido diminuiu, mas eles continuaram a fazer shows, excursionar e gravar até o início de 1990. John voltou a atuar, mas re-apareceu como cantor no reality show Reborn, nos E.U.A.. 
Ingram também fez sucesso como compositor de Des'ree. John está trabalhando atualmente em um projeto de documentar a black music britânica.

## Discografia
- Body Talk (1981) Reino Unido #20
- In the Heat of the Night (1982) Reino Unido #7
- Night Dubbing (1983) Reino Unido #9
- Scandalous (1983) (re-intitulado New Dimension para o mercado dos Estados Unidos) Reino Unido #25
- Trilogy (1986)
- Closer (1987)
- Imagination - All The Hits (1989) Reino Unido #4
- Fascination Of The Physical (1992)